# Liste des municipalités de Campeche

Armoiries de l'État de Campeche

L’État libre et souverain de Campeche des États-Unis du Mexique, dont la capitale est San Francisco de Campeche, est divisé en 13 municipalités.

## Liste des municipalités

Les municipalités de Campeche

| Numéro | Code INEGI | Municipalité     | Chef-lieu de la municipalité | Population (2020) | Superficie (km²) |
| ------ | ---------- | ---------------- | ---------------------------- | ----------------- | ---------------- |
| 001    | 04001      | Calkiní (es)     | Calkiní                      | 59 232            | 2089             |
| 002    | 04002      | Campeche (es)    | San Francisco de Campeche    | 294 077           | 3224,30          |
| 003    | 04003      | Carmen (es)      | Ciudad del Carmen            | 248 845           | 9720.09          |
| 004    | 04004      | Champotón (es)   | Champotón                    | 70 170            | 6589,7           |
| 005    | 04005      | Hecelchakán (es) | Hecelchakán                  | 31 917            | 1274,9           |
| 006    | 04006      | Hopelchén (es)   | Hopelchén                    | 42 140            | 7779,9           |
| 007    | 04007      | Palizada (es)    | Palizada (es)                | 8 683             | 2187,1           |
| 008    | 04008      | Tenabo           | Tenabo                       | 11 452            | 1058,4           |
| 009    | 04009      | Escárcega (es)   | Escárcega                    | 59 923            | 4783.3           |
| 010    | 04010      | Calakmul (es)    | Xpujil                       | 31 714            | 13987,5          |
| 011    | 04011      | Candelaria (es)  | Candelaria                   | 46 913            | 5669,5           |
| 012    | 04012      | Seybaplaya (es)  | Seybaplaya (es)              | 15 297            | 284,1            |
| 013    | 04013      | Dzitbalché (es)  | Dzitbalché (es)              | 16 124            | 366,79           |

|               |
| 001 - Calkini |

|                                                                                      |
| 002 - Campeche Capitale de et la municipalité la plus peuplée de l'Etat de Campeche. |

|              |
| 003 - Carmen |

|                 |
| 004 - Champotón |

|                   |
| 005 - Hecelchakán |

|                 |
| 006 - Hopelchén |

|                |
| 007 - Palizada |

|              |
| 008 - Tenabo |

|                 |
| 009 - Escárcega |

|                |
| 010 - Calakmul |

|                  |
| 011 - Candelaria |

|                  |
| 012 - Seybaplaya |

|                  |
| 013 - Dzitbalché |

## Sources
- [304.601072] (es) « Panorama sociodemográfico de Campeche » [PDF], sur INEGI, Censo de Población y Vivienda (2020), Aguascalientes, Institto Nacional de Estadstica y Georafa, 2021, p. 43.
- (es) Comisión Nacional de los Salarios Mínimos, « Clasificación de los municipios de la república mexicana en dos áreas geográficas a partir del 1° de enero de 2022 » [PDF], sur Gobierno de México, 16 de junio de 2022.
- (es) Rashid Trejo Martínez (Presidente), « expediente legislativo número 147/LXIII/03/19, relativo a la Iniciativa para reformar el artículo 4° de la Constitución Política del Estado y el artículo 5° de la Ley Orgánica de los Municipios del Estado, para crear el Municipio de Dzitbalché. » [PDF], sur Congreso del estado de Campeche, Comisión especial de creación de nuevos municipios en el estado de Campeche, Campeche, Poder Legislativo del Estado de Campeche, 29 mars 2019.